# Josef Pelster
Josef Pelster (geboren am 27. Januar 1925 in Rheine; gestorben am 6. Juni 2012) war von 1961 bis 1971 Kreisdirektor bzw. 1971 als Staatskommissar Oberkreisdirektor des Kreises Schleiden und anschließend bis 1989 Kreisdirektor des Kreises Euskirchen.

## Leben
Der Verwaltungsjurist Pelster trat im Oktober 1959 als Regierungsassessor und Kreissyndikus:S. 627. in den Dienst des Kreises Schleiden unter dem damaligen Oberkreisdirektor Felix Gerhardus. Unter dessen Nachfolger Matthias Birkenheier wurde er dann im März 1961 als Stadtdirektor zugleich Stellvertreter im Amt. Nach Birkenheiers Beurlaubung übernahm Pelster im September 1965 dessen Amtsgeschäfte:S. 660. und verblieb danach als Kreisdirektor wiederum unter dem zum 1. Oktober als Staatskommissar eingesetzten Gustav Mertens, bevor er auf diesen ab dem 1. Januar 1971 folgte. Mertens hatte sein Amt zuvor zum 31. Dezember 1970 auf eigenen Wunsch niedergelegt. So fungierte Josef Pelster als mit der Wahrnehmung der Geschäfte des Oberkreisdirektors beauftragter oberster Kreisbeamter in Schleiden bis zur Auflösung des Kreises zum 31. Dezember 1971.
Nach der Zusammenlegung des Kreises Schleiden und des Kreises Euskirchen zum neuen Kreis Euskirchen diente Pelster auch unter den Oberkreisdirektoren Bernhard Disse und Karl-Heinz Decker als deren Stellvertreter bis zu seiner Versetzung in den Ruhestand als Kreisdirektor.:S. 713. Während seiner Dienstzeit verhalf Pelsters diplomatisches Geschick wohl häufig dazu, Lösungen auch über früher trennende Kreisgrenzen hinweg zu finden.
Um 1978/1980 führte Pelsters Jagdpassion zu einer längeren unrühmlichen und bis vor das Verwaltungsgericht ausgetragenen Auseinandersetzung mit dem damaligen Kölner Regierungspräsidenten (RP) und somit Pelsters “Vorgesetztem” Franz-Josef Antwerpes. Hatte Pelster doch gemeinsam mit einem Jagfreund im Blankenheimer Forst unweit Blankenheimerdorf eine Jagdhütte errichtet, die aus Sicht des Regierungspräsidenten dort zu Unrecht stand. Als oberste Landschaftsbehörde verfügte der RP 1977 den Abriss, wogegen Pelster Widerspruch einlegte, woraufhin im März 1978 das übergeordnete Nordrhein-Westfälische Ministerium für Ernährung, Landwirtschaft und Forsten die Abrissverfügung bestätigte.:S. 759. Pelster bemühte das Verwaltungsgericht und trug dort vor, die Hütte zwischenzeitlich in eine Rotwildfütterungsstation umgewandelt zu haben.:S. 785 f. Vor Gericht obsiegte Pelster, die Hütte blieb stehen, der RP war ungehalten was sich auch in einem verbalen Schlagabtausch entlud.
Daneben war Pelster dem Kreissport eng verbunden, 1978 bis 1994 Vorsitzender des Kreissportbundes, dessen Werden er in dieser Zeit entscheidend mitprägte und stand von 1978 bis 1992 dem TSC Euskirchen vor. Ferner gehörte er 1973 als dessen erster Geschäftsführer zu den Gründern des Vereins Kreis der Freunde und Förderer des Klosters Steinfeld.
Pelster war ab 1949 Mitglied der katholischen Studentenverbindung AV Arminia Münster.